# Partido judicial de Jaca
El Partido Judicial de Jaca, , es el partido judicial n.º 5 de la provincia de Huesca en la comunidad autónoma de Aragón.
El ámbito territorial, que viene regulado por el Real Decreto 529/1983, de 9 de marzo, comprende los municipios:
Agüero, Aísa, Ansó, Aragüés del Puerto, Bailo, Biescas, Borau, Caldearenas, Canal de Berdún, Canfranc, Castiello de Jaca, Fago, Hoz de Jaca, Jaca, Jasa, Panticosa, Las Peñas de Riglos, Puente la Reina de Jaca, Sabiñánigo, Sallent de Gállego, Santa Cilia, Santa Cruz de la Serós, Valle de Hecho, Villanúa, Yebra de Basa y Yésero.